# Amaurobius geminus
Espèce
Amaurobius geminus est une espèce d'araignées aranéomorphes de la famille des Amaurobiidae.

## Distribution
Cette espèce est endémique de Crète en Grèce. Elle se rencontre dans les monts Thrypti.

## Description
Les mâles mesurent de 5,8 à 6,2 mm et les femelles de 7,2 à 8,2 mm.

## Publication originale
- Thaler & Knoflach, 2002 : A superspecies in the genus Amaurobius on Crete, and additional records from Greece (Araneae: Amaurobiidae). European Arachnology 2000: Proceedings of the 19th European Colloquium of Arachnology. Aarhus Univ. Press, p. 337-344 (texte intégral).